# Teresa Baena
Teresa Baena (Tarragona, 1947) és una pintora catalana, activa principalment al segle xx, l'obra de la qual oscil·la entre l'abstracció i la figuració.
Teresa Baena comença els seus estudis d'art als divuit anys a l'Escola d'Art de Tarragona quan aquesta es troba al carrer Santa Anna. Es casa als vint-i-un anys i, com és habitual a l'època, deixa d'estudiar i es dedica a la seva família. Té un fill i dues filles. Als trenta-quatre anys reprèn els estudis; es gradua l'any 1982 en les especialitats de pintura i escultura. Posteriorment va estudiar gravat.
La primera aparició pública del seu treball és l'any 1988 a la II Biennal de Pintura Joan Baptista Plana, organitzada per l'Ajuntament de Tarragona, on obté el primer premi amb l'aquarel·la Muralles. L'any 1990 fa la seva primera exposició individual a la Sala de l'Antic Ajuntament de Tarragona. Aquest mateix any guanya el primer premi del I Concurs de Pintura del Baix Penedès, i el 1991 rep el Premi Busquets de Pintura Santa Tecla a Tarragona. El 1999 presenta "Entre passat i futur" a la Galeria d'Art Contemporani Maria Villalba i Badia, a Sant Feliu de Guíxols. El 1998 és seleccionada per al I Certamen Nacional de Pintura Aitor Urdangarin celebrat a Vitòria. L'any 2000 participa en la mostra col·lectiva Salou amb ull d'artista, a la Torre Vella, on presenta l'obra Port Esportiu (1977). A la Biennal d'Art de Tarragona ha estat seleccionada en dues oportunitats, el 1990 i el 2000. El 2004 presenta a la Sala Julià de Valls amb la seva mostra Impressions, i el 2005, a la Sala Llac de Tarragona amb Enigmes. Es presenta al concurs de pintura Melilla Mujer y Arte, el 2003, en el qual va obtenir el segon premi. L'arquitectura té un pes important en la seva producció, present en moltes de les seves obres com la que va merèixer el Premi Joan Baptista Plana. Les dues darreres exposicions L'espai en l'arquitectura i Els Calls Jueus de Tarragona, realitzades el 2012 a la sala de l'Ateneu de Tarragona, són una evidència més del seu interès en aquesta temàtica que li permet seguir explorant en la seva línia.

## Obra
En les seves obres bé podem afirmar, i com ella bé diu, mai ha seguit els ismes ni les tendències del moment, solament ha fet allò que la feia sentir bé. Però sí que podem dir que hi ha un fil conductor en el seu treball: la relació entre abstracció i figuració. Un dels referents en les obres dels seus primers anys és Gonzalo Lindín, que fou un dels metres a l'Escola d'Art. La seva influencia, és present a les obres que va presentar a Art-Tarraco 97, UNICEF Tarragona. Teresa Baena sap treballar molt bé amb els materials, els colors de les valdures, de les superposicions, etc. Cal destacar també les seves obres en el camp de la il·lustració.

## Exposició
- L'any 1988: II Biennal de Pintura Joan Baptista Plana, Tarragona.
- L'any 1990: la seva primera exposició individual a la Sala de l'Antic Ajuntament de Tarragona.
- L'any 1999: exposició a la Galeria d'Art Contemporani Maria Villalba i Badia, a Sant Feliu de Guíxols.
- L'any 2000: participa en la mostra col·lectiva a la Torre Vella, Salou.